# Pygommatius bingeri
Pygommatius bingeri är en tvåvingeart som först beskrevs av H. Oldroyd 1968.  Pygommatius bingeri ingår i släktet Pygommatius och familjen rovflugor.
Artens utbredningsområde är Elfenbenskusten. Inga underarter finns listade i Catalogue of Life.